# Crocodile (utwór)
Crocodile – utwór zespołu Underworld, pochodzący z albumu A Hundred Days Off, wydany jako singiel (w różnych wersjach) w 2002 roku. Doszedł do 2. miejsca na listach UK Dance Singles Chart raz do 1. miejsca na  UK Independent Singles Charts.
Utwór znalazł się (w 2 wersjach) na ścieżce dźwiękowej gry komputerowej FIFA Street 3.

## Utwór

### Wydania i wersje

#### Wersje promo
Oficjalnie wydawnictwa singlowe utworu poprzedziły wersje promo na rynku brytyjskim. Pierwsza z nich ukazała się w sierpniu 2007 roku:
| 1. | Crocodile (LP Version)             | 8:58  |
|    |                                    |       |
| 2. | Crocodile (Single Edit)            | 3:52  |
|    |                                    |       |
| 3. | Crocodile (Pete Heller Remix)      | 7:34  |
|    |                                    |       |
| 4. | Crocodile (Oliver Huntemann Remix) | 8:36  |
|    |                                    |       |
| 5. | Crocodile (Oliver Hunteman Dub)    | 7:27  |
|    |                                    |       |
|    |                                    | 36:27 |
|    |                                    |       |

| 1. | Crocodile (LP Version)                 | 8:58  |
|    |                                        |       |
| 2. | Crocodile (Single Edit)                | 3:52  |
|    |                                        |       |
| 3. | Crocodile (Pete Heller Remix)          | 7:34  |
|    |                                        |       |
| 4. | Crocodile (Innervisions Orchestra Mix) | 10:26 |
|    |                                        |       |
|    |                                        | 30:50 |
|    |                                        |       |

| 1. | Crocodile (Radio Edit)             | 3:52  |
|    |                                    |       |
| 2. | Crocodile (Pete Heller Remix)      | 7:34  |
|    |                                    |       |
| 3. | Crocodile (Oliver Huntemann Remix) | 8:36  |
|    |                                    |       |
| 4. | Crocodile (Oliver Huntemann Dub)   | 7:24  |
|    |                                    |       |
|    |                                    | 27:26 |
|    |                                    |       |

| 1. | Crocodile | 8:58  |
|    |           |       |
|    |           | 08:58 |
|    |           |       |

| A. | Crocodile (Pete Heller Remix)          | 7:34  |
|    |                                        |       |
| B. | Crocodile (Innervisions Orchestra Mix) | 10:26 |
|    |                                        |       |
|    |                                        | 18:00 |
|    |                                        |       |

| 1. | Crocodile (Extended Mix)                 | 9:00  |
|    |                                          |       |
| 2. | Crocodile (Radio Edit)                   | 3:53  |
|    |                                          |       |
| 3. | Crocodile (Pete Heller Remix)            | 7:35  |
|    |                                          |       |
| 4. | Crocodile (Oliver Hunteman Remix)        | 8:37  |
|    |                                          |       |
| 5. | Crocodile (Innervisions Orchestra Remix) | 10:27 |
|    |                                          |       |
| 6. | Crocodile (Oliver Hunteman Dub)          | 7:26  |
|    |                                          |       |
|    |                                          | 46:58 |
|    |                                          |       |

| 1. | Crocodile (Radio Edit)        | 3:51  |
|    |                               |       |
| 2. | Crocodile (Pete Heller Remix) | 7:33  |
|    |                               |       |
| 3. | Peach Tree                    | 12:35 |
|    |                               |       |
|    |                               | 23:59 |
|    |                               |       |

## Odbiór

### Opinie krytyków
Zdaniem Chrisa Manna z magazynu Resident Advisor otwierający album Oblivion with Bells utwór 'Crocodile' nadaje mu „emocjonalny ton. To naprawdę doskonały początek, z bardzo poruszającym, przypominającym chorał gregoriański wokalem Hyde’a, nad gwałtownymi i intensywnymi rytmami, udowadniającymi, że Underworld wciąż potrafi stworzyć chwile czystej rozkoszy.
„Kiedy Underworld są na czasie, brzmią świetnie. Pierwszy singiel i utwór otwierający 'Crocodile' łączy słoneczne, transowe syntezatorowe arpeggia z kołyszącym rytmem i wielkim chórem” – uważa Mark Pytlik z magazynu Pitchfork.
Według redakcji Manchester Evening News „Crocodile” jest „mniej gniewny niż poprzednie [utwory Underworld]. Z odbijającym się echem wokalem jako głównym motywem, jest tu klasztorny, czasem eteryczny nastrój, gdy teksty szybują i błądzą nad zamkniętym beatem, który pięknie pomrukuje”. Z kilku remiksów utworu redakcja wyróżnia ten autorstwa Olivera Huntemana nazywając go „dużo mroczniejszą wersją, rozbijającą utwór na chwile abstrakcji.

### Listy tygodniowe
| Kraj              | Lista                        | Pozycja |
| ----------------- | ---------------------------- | ------- |
| Belgia            | Ultratop (Flandria)          | Tip 15  |
| Stany Zjednoczone | Dance Club Songs             | 16      |
| Szkocja           | Scottish Singles Chart       | 39      |
| Wielka Brytania   | UK Singles Chart             | 93      |
| Wielka Brytania   | UK Dance Singles             | 2       |
| Wielka Brytania   | UK Independent Singles Chart | 1       |